# Центральне бюро статистики Сирії
Центральне бюро статистики Сирії (араб. المكتب المركزي للإحصاء) — національний орган статистики Сирії, центральний орган виконавчої влади із спеціальним статусом, діяльність якого спрямовується та координується міністром економіки і торгівлі Сирії. ЦБС є спеціально уповноваженим центральним органом виконавчої влади у галузі статистики. ЦБС забезпечує проведення в життя державної політики у галузі статистики, створення та належне функціонування загальнодержавної системи економіко-статистичної інформації на території Сирії.
Центральне бюро статистики було створене у 2005 році. Підпорядковане адміністративній раді, яку очолює віце-прем'єр-міністр з економічних питань.